# Línea 2 (Urbanos de Móstoles)
La línea 2 de la red de autobuses urbanos de Móstoles une Pradillo con el Cementerio Nuevo.

## Características
Esta corta línea tiene como finalidad unir el centro del municipio con el Cementerio Nuevo.
La línea mantiene los mismos horarios todo el año, circulando únicamente sábados laborables, domingos y festivos. No presta servicio de lunes a viernes laborables.
Está operada por Arriva Madrid mediante la concesión administrativa VCM-501 - Madrid – Batres (Viajeros Comunidad de Madrid) del Consorcio Regional de Transportes de Madrid.

## Horarios
| Sábados laborables, domingos y festivos |                             |
| Pradillo > Cementerio Nuevo             | Cementerio Nuevo > Pradillo |
| 10:30                                   | 11:30                       |
| 11:00                                   | 12:30                       |
| 12:00                                   | 13:30                       |
| 13:00                                   |                             |

## Recorrido y paradas

### Sentido Cementerio Nuevo
| Código | Parada                                           | Común con     | Conexiones con Metro |
| ------ | ------------------------------------------------ | ------------- | -------------------- |
| 08573  | Juan XXIII - Residencia                          | 3 519 520 521 | Pradillo             |
| 08574  | Alcalde Zalamea - Parque Dos de Mayo             | 3 520 521     |                      |
| 08575  | P.º Arroyomolinos - Huesca                       | 3 520 521     |                      |
| 08576  | P.º Arroyomolinos - Parque La Paz                | 1 3 520 521   | Hospital de Móstoles |
| 10872  | Moraleja de Enmedio - Alfonso XII                | 523           |                      |
| 11327  | Moraleja de Enmedio - Yolanda González           | 523           |                      |
| 19080  | Moraleja de Enmedio - Centro Acogida de Animales |               |                      |
| 15063  | Moraleja de Enmedio - Campos de Fútbol           |               |                      |
| 21139  | Cementerio - Parque                              |               |                      |
| 21140  | Cementerio - Libra                               |               |                      |

### Sentido Pradillo
| Código | Parada                                 | Común con       | Conexiones con Metro |
| ------ | -------------------------------------- | --------------- | -------------------- |
| 21140  | Cementerio - Libra                     |                 |                      |
| 10755  | Cementerio - Parque                    |                 |                      |
| 15064  | Moraleja de Enmedio - Campos de Fútbol |                 |                      |
| 19081  | Moraleja de Enmedio - Aldebarán        |                 |                      |
| 11328  | Moraleja de Enmedio - Desarrollo       | 520 521 523     |                      |
| 10873  | Moraleja de Enmedio - Grecia           | 520 521 523     |                      |
| 08578  | Alfonso XII - P.º Arroyomolinos        | 520 521         |                      |
| 05190  | Alfonso XII - Río Tormes               | 3 520 521       | Hospital de Móstoles |
| 08601  | Av. Dos de Mayo - Huesca               | 1 3 519 520 521 |                      |
| 08573  | Juan XXIII - Residencia                | 3 519 520 521   | Pradillo             |